# Горушка (Кирилловский район)
Горушка — деревня в Кирилловском районе Вологодской области.
Входит в состав Талицкого сельского поселения, с точки зрения административно-территориального деления — в Талицкий сельсовет.
Расстояние по автодороге до районного центра Кириллова — 83 км, до центра муниципального образования Талиц — 18 км. Ближайшие населённые пункты — Каменщица, Дресвища, Котлово.

## История
В 1966 г. указом президиума ВС РСФСР деревня Горушка-Гнилуха переименована в Горушка.

## Население
| 2010 |
| ---- |
| 0    |